# Lijst van voetbalinterlands Bosnië en Herzegovina - Noord-Macedonië
Deze lijst van voetbalinterlands is een overzicht van alle officiële voetbalwedstrijden tussen de nationale teams van Bosnië en Herzegovina en Noord-Macedonië (dat tussen 1991 en 2019 onder de naam Macedonië speelde). De voormalige Joegoslavische deelrepublieken speelden tot op heden vijf keer tegen elkaar. De eerste ontmoeting, een vriendschappelijke wedstrijd, werd gespeeld in Skopje op 3 juni 1998. Het laatste duel, eveneens een vriendschappelijke wedstrijd, vond plaats op 26 maart 2008 in Zenica.

## Wedstrijden
| № | Plaats   | Datum            | Competitie        | Wedstrijd                         | Uitslag |
| - | -------- | ---------------- | ----------------- | --------------------------------- | ------- |
| 1 | Skopje   | 3 juni 1998      | Vriendschappelijk | Macedonië – Bosnië en Herzegovina | 1 – 1   |
| 2 | Zenica   | 29 maart 2000    | Vriendschappelijk | Bosnië en Herzegovina – Macedonië | 1 – 0   |
| 3 | Sarajevo | 27 maart 2002    | Vriendschappelijk | Bosnië en Herzegovina – Macedonië | 4 – 4   |
| 4 | Skopje   | 18 februari 2004 | Vriendschappelijk | Macedonië – Bosnië en Herzegovina | 1 – 0   |
| 5 | Zenica   | 26 maart 2008    | Vriendschappelijk | Bosnië en Herzegovina – Macedonië | 2 – 2   |

## Samenvatting
| Competitie        | Totaal gespeeld | Winst Bosnië en Her. | Gelijk | Winst Noord-Macedonië | Doelsaldo Bosnië en Her. – Noord-Macedonië |
| ----------------- | --------------- | -------------------- | ------ | --------------------- | ------------------------------------------ |
| Vriendschappelijk | 5               | 1                    | 3      | 1                     | 8 − 8                                      |
| Totaal            | 5               | 1                    | 3      | 1                     | 8 − 8                                      |

Wedstrijden bepaald door strafschoppen worden, in lijn met de FIFA, als een gelijkspel gerekend.

## Details

### Eerste ontmoeting
| |       |                       |
| Macedonië | 1 – 1 | Bosnië en Herzegovina |
| Milan Stojanoski 6' | goals | 75' Senad Brkić       |
| - Debuut van doelman Nejad Pejković (Olijmpia Ljubljana), Almir Turković (Zadarkomerc Zadar), Admir Hasancić (Rijeka) en Nail Besirević (SC Farense) voor Bosnië. |       |                       |

### Tweede ontmoeting
| |       |           |
| Bosnië en Herzegovina | 1 – 0 | Macedonië |
| Muhamed Konjić 88' | goals |           |
| - Bosnië onder leiding van coach Drago Smajlović; debuut van Nenad Mišković (FK Partizan Belgrado), Miro Klaić (NK Brotnjo) en Bruno Akrapović (Berliner Tennis-Club Borussia) voor Bosnië. - Debuut van Sašo Zdravevski (FK Sloga Jugomagnat) voor Macedonië. |       |           |

### Derde ontmoeting
| Bosnië en Herzegovina                                                  | 4 – 4 | Macedonië                                                                |
| Elvir Bolić 3' Sergej Barbarez 14' Sergej Barbarez 37' Elvir Bolić 66' | goals | 53' Artim Šakiri 64' (pen.) Saša Ćirić 76' Artim Šakiri 89' Artim Šakiri |

### Vierde ontmoeting
| Macedonië        | 1 – 0 | Bosnië en Herzegovina |
| Goran Pandev 22' | goals |                       |

### Vijfde ontmoeting
| Bosnië en Herzegovina                     | 2 – 2 | Macedonië                         |
| Dario Damjanović 17' Dario Damjanović 20' | goals | 41' Goran Maznov 45' Goran Maznov |